# Kochelsee-Wunder

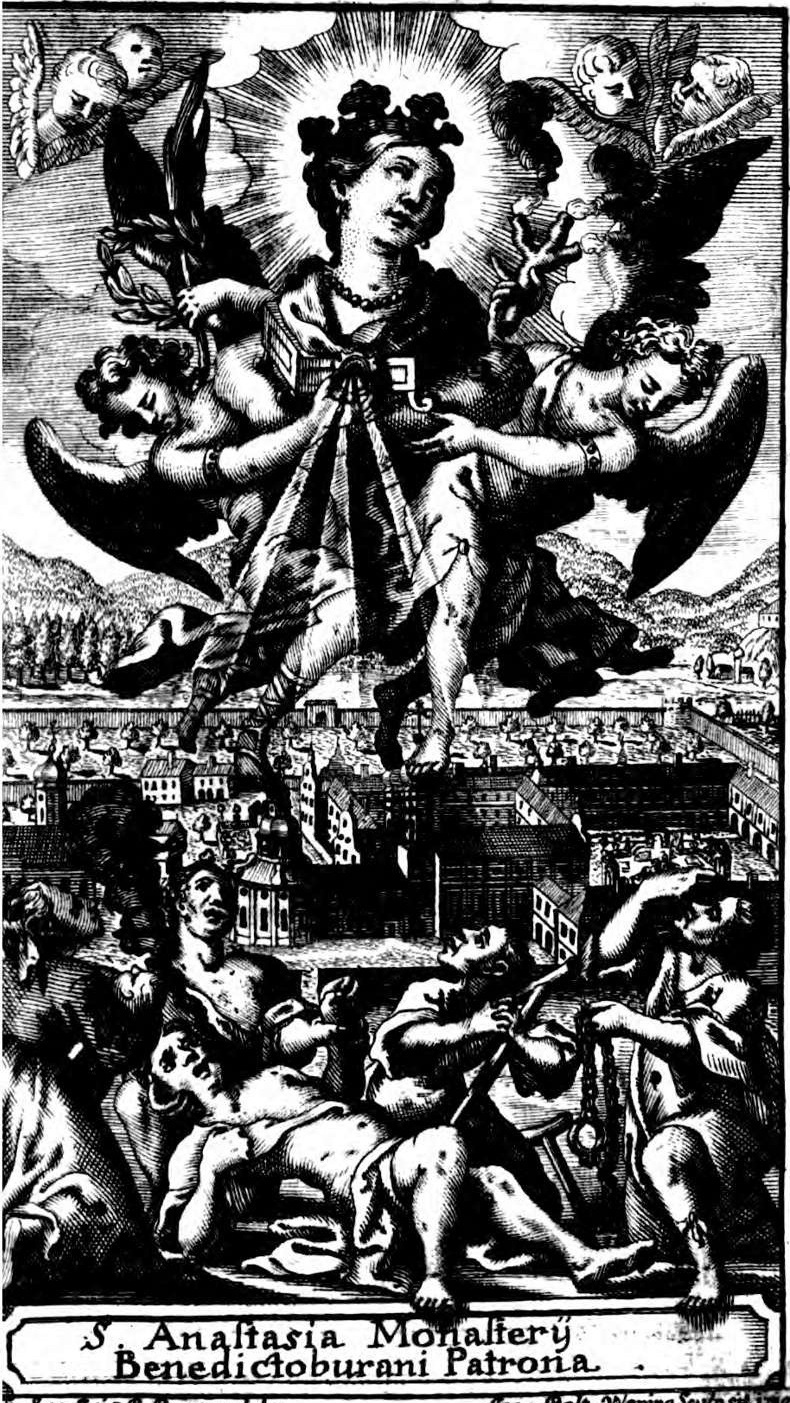
Die hl. Anastasia als Schutzpatronin von Benediktbeuern und Fürsprecherin der Kranken; Buchillustration 1710

Als Kochelsee-Wunder (auch Anastasia-Wunder) wird ein überraschend eingetretener Föhn bezeichnet, der das Kloster Benediktbeuern am 28. Januar 1704 vor der Zerstörung durch Tiroler und österreichische Soldaten bewahrte. 

## Geschichte

### Vorgeschichte
Im Spanischen Erbfolgekrieg eroberte der bayerische Kurfürst Max Emanuel 1703 Nordtirol. Tiroler Kämpfer nahmen den Widerstand auf. Es gab Angriffe und Plünderungen im gesamten bayerischen Alpenvorland. Auch vom Abt des Klosters Benediktbeuern, Eliland Öttl, verlangten die in der Grenzfestung Scharnitz lagernden österreichischen Militärs und Tiroler Schützen einen Tribut. Doch das Kloster war dank einheimischer Schützen gut gegen Angriffe aus allen Richtungen gerüstet – nicht aber nach Süden. Dort schützten es die Loisach, der Kochelsee und vor allem die Loisach-Kochelsee-Moore. Die Loisachbrücke bei Brunnenbach hatten die Mönche vorsichtshalber abgebaut, außerdem am Kesselberg große Bäume fällen lassen, um die Straße unpassierbar zu machen.

### Angriff über das gefrorene Moor
Der Kriegswinter 1703/04 aber war extrem kalt. Kochelsee, Loisach und die Moore froren so fest, dass die Angreifer eine neue Chance erkannten: den Angriff über das zugefrorene Moor und somit auf die weniger gut geschützte Südseite des Klosters. Rund 2000 Soldaten marschierten am 28. Januar 1704 zu Fuß und zu Pferd von Ohlstadt her auf. Flüchtlinge, den Angreifern vorausgeeilt und im Kloster Schutz suchend, berichteten dem Abt am Vortag des geplanten Angriffs von der drohenden Gefahr. Eine Gegenwehr würde große Opfer fordern und hatte keine Aussicht auf Erfolg.

### Föhneinbruch
Da der nächste Tag, der 29. Januar 1704, der Festtag der örtlichen St.-Anastasia-Bruderschaft war, baten die Mönche um die Fürsprache der Heiligen, deren Reliquien seit langem im Kloster verehrt wurden. Am Nachmittag des 28. Januar, dem Tag des Angriffs, setzte ein starker Föhn ein. Das gefrorene Moor weichte innerhalb von drei Stunden auf, die Eisdecke des Kochelsees wurde brüchig. Fuhrwerke der Angreifer brachen im See ein und versanken, andere blieben im schlammigen Moor stecken. 
Die Katastrophe schlug auch auf die Stimmung: Nicht wenige Soldaten wähnten himmlische Kräfte im Spiel, sie weigerten sich weiterzukämpfen. Das Chaos, das in einer Meuterei zu enden drohte, ließ die Heerführer schließlich den Angriff abblasen. 
Im Andenken an dieses Ereignis ließ Abt Eliland Öttls Nachfolger Leonhard Hohenauer die 1606 auf dem Klostergelände errichtete Anastasiakapelle abreißen und von 1751 bis 1753 durch einen barocken Neubau ersetzen.